# Ђовани Лајоло
Ђовани Лајоло је италијански кардинал, ватикански дипломата и бивши председник папске комисије за град-државу Ватикан (премијер) и гувернер Ватикана. Рођен је 3. јануара 1935. у Новари, Италија. Поставио га је Папа Бенедикт XVI 15. септембра 2006. године.